# Strojarstvo
«Strojarstvo» (с хорв. — «Машиностроение») — научно-технический журнал, издававшийся Союзом хорватских машиностроителей и судостроительным факультетом Загребского университета с 1959 по 2013 год.
Журнал был основан Обществом хорватских машиностроителей и техников в 1959 году и раз в месяц предоставлял читателям возможность ознакомиться с научными статьями по машиностроению, металлургии, судостроению, воздушно-космической отрасли и ракетной технике. С 1972 года за издание журнала помимо общества машиностроителей взялись также работники судостроительного факультета Загребского университета, после чего журнал стал выходить в тираж дважды в месяц и содержать в себе материалы не только на хорватском, но и на других языках. В последние годы существования журнала в нём печатались статьи исключительно на английском языке, что было обусловлено его включением в международную базу данных Current Contents: Engineering, Technology and Applied Sciences.
Более чем за полвека существования журнала его главными редакторами успели побывать такие хорватские учёные как: Драго Кунстель, Бранко Прица, Вьекослав Бела, Рудольф Бульян, Ивица Либрич и Бернард Франкович.